# Saprosites komumi
Saprosites komumi är en skalbaggsart som beskrevs av Zdzisława Stebnicka 1998. Saprosites komumi ingår i släktet Saprosites och familjen Aphodiidae. Inga underarter finns listade i Catalogue of Life.